# Mulia
Mulia is een bestuurslaag in het regentschap Banda Aceh van de provincie Atjeh, Indonesië. Mulia telt 4221 inwoners (volkstelling 2010).